# Хіроптичне явище
Хіроптичне явище (рос. хироптическое явление, англ. chiroptical phenomena) — явище, пов'язане з оптичним обертанням та круговим дихроїзмом, виникає внаслідок взаємодії поляризованого світла з хіральним середовищем. У своїй основі таке явище пов'язане з електронними переходами в хіральному середовищі.

## Дотичний термін
Хіроптичний (англ. chiroptic/chiroptical) — термін стосується оптичних методів дослідження хіральних структур (вимірювання оптичного обертання при фіксованій довжині хвилі, оптична обертальна дисперсія, круговий дихроїзм, кругова поляризація люмінесценції).